# Lapara coniferarum
Lapara coniferarumeste o specie de molie din familia Sphingidae. Este întâlnită în pădurile de pin din Nova Scotia și Maine, apoi în sud spre Florida, și vest spre Indiana și Louisiana.

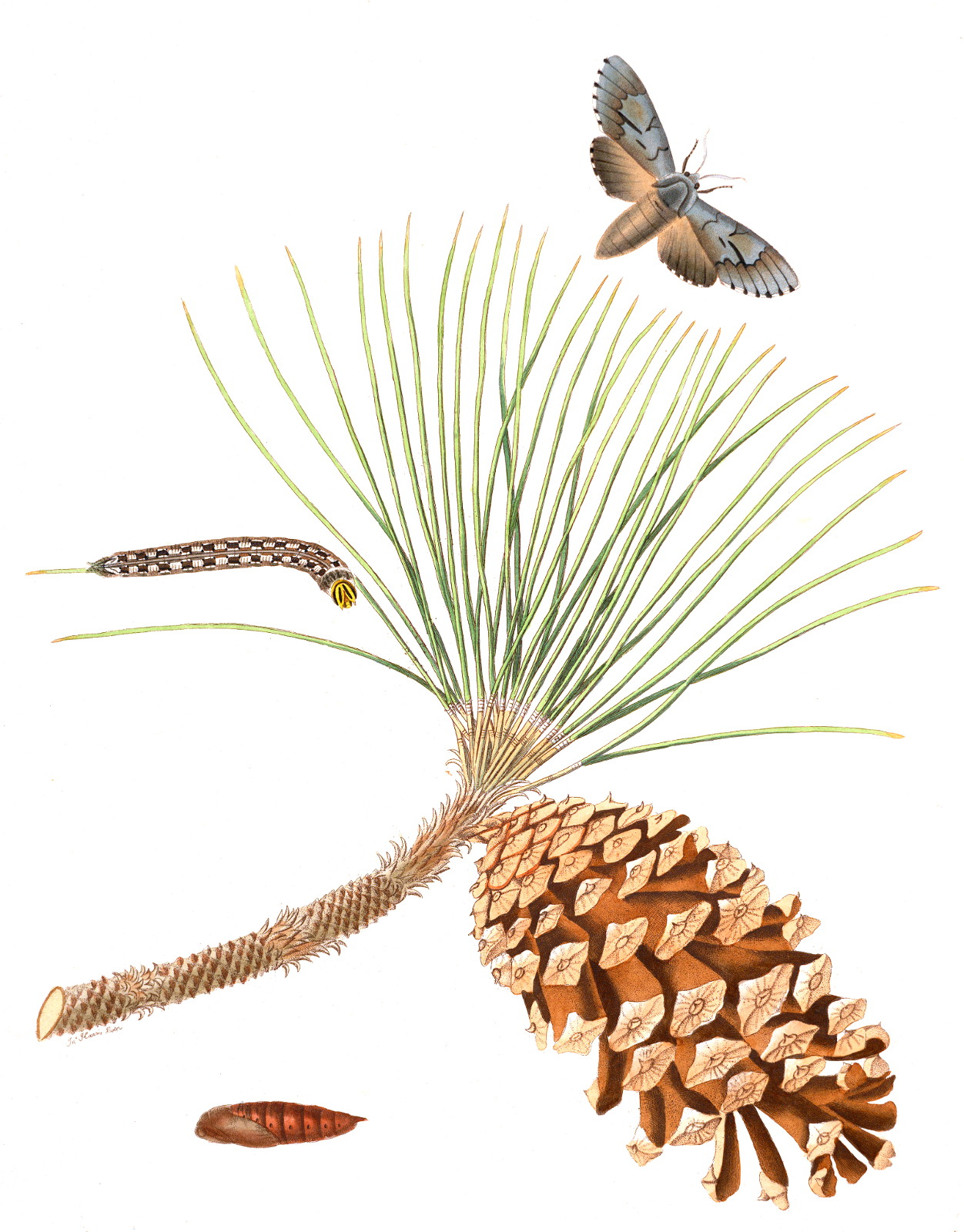
Ilustraţie ce reprezintă ciclu de viaţă al speciei

## Descriere
Anvergura este de 50-57 mm. 
Larvele au ca principală sursă de hrană specii de Pinus, incluzând Pinus taeda și Pinus pinaster.